# Peribatodes minor
Peribatodes minor là một loài bướm đêm trong họ Geometridae.